# 徐九鴻
徐九鸿（？—？），號順磐，山东登州府黄县人，明朝政治人物。

## 生平
萬曆四年（1576年）丙子科山东乡试舉人，二十六年（1598年）戊戌科進士，通政司觀政，官饶州府推官。妻赵氏，夫仕饶州，卒于官，赵氏時年二十余，毁容厉节，潜居一室，日夜诵读《论语》、《孟子》白文，三十余年，贼攻城，阖户投缳死。